# Phryxe placida
Phryxe placida là một loài ruồi trong họ Tachinidae.